# Rivière Octave (vattendrag i Kanada, lat 49,08, long -78,13)
Rivière Octave är ett vattendrag i Kanada.   Det ligger i provinsen Québec, i den sydöstra delen av landet, 400 km norr om huvudstaden Ottawa.
I omgivningarna runt Rivière Octave växer i huvudsak blandskog. Trakten runt Rivière Octave är nära nog obefolkad, med mindre än två invånare per kvadratkilometer.